# Hedemora domsagas valkrets
Hedemora domsagas valkrets var vid valen 1866–1908 till andra kammaren en egen valkrets med ett mandat. Valkretsen (som inte omfattade Hedemora stad, vilken ingick i Falu, Hedemora och Säters valkrets) avskaffades vid införandet av proportionellt valsystem i valet 1911 och området införlivades i den nyskapade Kopparbergs läns östra valkrets. 

## Riksdagsmän
- Jan Andersson, lmp (1867–1884)
- Back Per Ersson, lmp 1885–1887, nya lmp 1888–1894, lmp 1895–1899 (1885–1899)
- Johan Wahlgren, lmp (1900–1902)
- Back Per Ersson, lib s (1903–1911)

## Valresultat

### 1896
| Andrakammarvalet i Sverige 1896: Hedemora domsagas valkrets | Andrakammarvalet i Sverige 1896: Hedemora domsagas valkrets | Andrakammarvalet i Sverige 1896: Hedemora domsagas valkrets | Andrakammarvalet i Sverige 1896: Hedemora domsagas valkrets | Andrakammarvalet i Sverige 1896: Hedemora domsagas valkrets |
| Kandidat                                                    | Kandidat                                                    | Röster                                                      | Röster                                                      | Röster                                                      |
| Kandidat                                                    | Kandidat                                                    | Antal                                                       | %                                                           | +− %                                                        |
| ----------------------------------------------------------- | ----------------------------------------------------------- | ----------------------------------------------------------- | ----------------------------------------------------------- | ----------------------------------------------------------- |
|                                                             | Back Per Ersson                                             | 713                                                         | 51,8                                                        |                                                             |
|                                                             | V. Carlsson i Skedvi (Agrar)                                | 637                                                         | 46,3                                                        |                                                             |
|                                                             | Övriga kandidater                                           | 26                                                          | 1,9                                                         | —                                                           |
| Antal giltiga röster                                        | Antal giltiga röster                                        | 1 376                                                       |                                                             |                                                             |
| Kasserade röster                                            | Kasserade röster                                            | 1                                                           |                                                             |                                                             |
| Totalt                                                      | Totalt                                                      | 1 377                                                       |                                                             |                                                             |

Valkretsen hade 33 957 invånare den 31 december 1895, varav 2 476 eller 7,3 % var valberättigade. 1 377 personer deltog i valet, ett valdeltagande på 55,6%.

### 1899
| Andrakammarvalet i Sverige 1899: Hedemora domsagas valkrets | Andrakammarvalet i Sverige 1899: Hedemora domsagas valkrets | Andrakammarvalet i Sverige 1899: Hedemora domsagas valkrets | Andrakammarvalet i Sverige 1899: Hedemora domsagas valkrets | Andrakammarvalet i Sverige 1899: Hedemora domsagas valkrets |
| Kandidat                                                    | Kandidat                                                    | Röster                                                      | Röster                                                      | Röster                                                      |
| Kandidat                                                    | Kandidat                                                    | Antal                                                       | %                                                           | +− %                                                        |
| ----------------------------------------------------------- | ----------------------------------------------------------- | ----------------------------------------------------------- | ----------------------------------------------------------- | ----------------------------------------------------------- |
|                                                             | Johan Wahlgren                                              | 727                                                         | 52,8                                                        |                                                             |
|                                                             | Erik Larsson i Västanbäck                                   | 492                                                         | 35,7                                                        |                                                             |
|                                                             | August Andersson i Pingbo                                   | 134                                                         | 9,7                                                         |                                                             |
|                                                             | Övriga kandidater                                           | 25                                                          | 1,8                                                         | —                                                           |
| Antal giltiga röster                                        | Antal giltiga röster                                        | 1 378                                                       |                                                             |                                                             |
| Kasserade röster                                            | Kasserade röster                                            | 0                                                           |                                                             |                                                             |
| Totalt                                                      | Totalt                                                      | 1 378                                                       |                                                             |                                                             |

Valet hölls den 3 september 1899. Valkretsen hade 35 312 invånare den 31 december 1898, varav 2 860 eller 8,1 % var valberättigade. 1 378 personer deltog i valet, ett valdeltagande på 48,2%.

### 1902
| Andrakammarvalet i Sverige 1902: Hedemora domsagas valkrets | Andrakammarvalet i Sverige 1902: Hedemora domsagas valkrets | Andrakammarvalet i Sverige 1902: Hedemora domsagas valkrets | Andrakammarvalet i Sverige 1902: Hedemora domsagas valkrets | Andrakammarvalet i Sverige 1902: Hedemora domsagas valkrets |
| Kandidat                                                    | Kandidat                                                    | Röster                                                      | Röster                                                      | Röster                                                      |
| Kandidat                                                    | Kandidat                                                    | Antal                                                       | %                                                           | +− %                                                        |
| ----------------------------------------------------------- | ----------------------------------------------------------- | ----------------------------------------------------------- | ----------------------------------------------------------- | ----------------------------------------------------------- |
|                                                             | Back Per Ersson                                             | 1 056                                                       | 60,1                                                        |                                                             |
|                                                             | Johan Wahlgren                                              | 686                                                         | 39,0                                                        | ▼13,8%                                                      |
|                                                             | Övriga kandidater                                           | 16                                                          | 0,9                                                         | —                                                           |
| Antal giltiga röster                                        | Antal giltiga röster                                        | 1 758                                                       |                                                             |                                                             |
| Kasserade röster                                            | Kasserade röster                                            | 3                                                           |                                                             |                                                             |
| Totalt                                                      | Totalt                                                      | 1 761                                                       |                                                             |                                                             |

Valet hölls den 7 september 1902. Valkretsen hade 36 079 invånare den 31 december 1901, varav 3 345 eller 9,3 % var valberättigade. 1 761 personer deltog i valet, ett valdeltagande på 52,6%.

### 1905
| Andrakammarvalet i Sverige 1905: Hedemora domsagas valkrets | Andrakammarvalet i Sverige 1905: Hedemora domsagas valkrets | Andrakammarvalet i Sverige 1905: Hedemora domsagas valkrets | Andrakammarvalet i Sverige 1905: Hedemora domsagas valkrets | Andrakammarvalet i Sverige 1905: Hedemora domsagas valkrets |
| Kandidat                                                    | Kandidat                                                    | Röster                                                      | Röster                                                      | Röster                                                      |
| Kandidat                                                    | Kandidat                                                    | Antal                                                       | %                                                           | +− %                                                        |
| ----------------------------------------------------------- | ----------------------------------------------------------- | ----------------------------------------------------------- | ----------------------------------------------------------- | ----------------------------------------------------------- |
|                                                             | Back Per Ersson                                             | 1 167                                                       | 60,4                                                        | ▲0,3%                                                       |
|                                                             | Johan Wahlgren                                              | 755                                                         | 39,1                                                        | ▲0,1%                                                       |
|                                                             | Övriga kandidater                                           | 10                                                          | 0,5                                                         | —                                                           |
| Antal giltiga röster                                        | Antal giltiga röster                                        | 1 932                                                       |                                                             |                                                             |
| Kasserade röster                                            | Kasserade röster                                            | 6                                                           |                                                             |                                                             |
| Totalt                                                      | Totalt                                                      | 1 938                                                       |                                                             |                                                             |

Valet hölls den 10 september 1905. Valkretsen hade 36 666 invånare den 31 december 1904, varav 3 732 eller 10,2 % var valberättigade. 1 938 personer deltog i valet, ett valdeltagande på 51,9%.

### 1908
| Andrakammarvalet i Sverige 1908: Hedemora domsagas valkrets | Andrakammarvalet i Sverige 1908: Hedemora domsagas valkrets | Andrakammarvalet i Sverige 1908: Hedemora domsagas valkrets | Andrakammarvalet i Sverige 1908: Hedemora domsagas valkrets | Andrakammarvalet i Sverige 1908: Hedemora domsagas valkrets |
| Kandidat                                                    | Kandidat                                                    | Röster                                                      | Röster                                                      | Röster                                                      |
| Kandidat                                                    | Kandidat                                                    | Antal                                                       | %                                                           | +− %                                                        |
| ----------------------------------------------------------- | ----------------------------------------------------------- | ----------------------------------------------------------- | ----------------------------------------------------------- | ----------------------------------------------------------- |
|                                                             | Back Per Ersson                                             | 1 581                                                       | 64,3                                                        | ▲3,9%                                                       |
|                                                             | Gustaf Brahn (höger)                                        | 873                                                         | 35,5                                                        |                                                             |
|                                                             | Övriga kandidater                                           | 6                                                           | 0,2                                                         | —                                                           |
| Antal giltiga röster                                        | Antal giltiga röster                                        | 2 460                                                       |                                                             |                                                             |
| Kasserade röster                                            | Kasserade röster                                            | 7                                                           |                                                             |                                                             |
| Totalt                                                      | Totalt                                                      | 2 467                                                       |                                                             |                                                             |

Valet hölls den 13 september 1908. Valkretsen hade 38 036 invånare den 31 december 1907, varav 4 297 eller 11,3 % var valberättigade. 2 467 personer deltog i valet, ett valdeltagande på 57,4 %.